# Moekatsjevo
Moekatsjevo (Oekraïens: Мукачево, Russisch: Мукачево; Moekatsjevo, Hongaars: Munkács, Slowaaks: Mukačevo, Jiddisch: מונקאטש; Munkatsh) is een stad en gemeente in de Oekraïense oblast Transkarpatië. Ze ligt aan de rivier Latorica en is tevens hoofdplaats van het rayon Moekatsjevo.
In 2001 telde Moekatsjevo 82.346 inwoners. De Hongaarse minderheid in Oekraïne heeft in de stad 6.900 inwoners (2001). Tot 2017 heette de stad Moekatsjeve.
Na de herindeling in 2020 is de gemeente Moekatsjevo vergroot met enkele buurgemeenten, ze heeft nu 110.511 inwoners (census 2001).
De gemeente bestaat naast de stad uit 17 dorpen. Daarvan zijn er twee met een Hongaarse meerderheid:  Dertsen (Дерцен, Dercen 97,82% Hongaren) en Fornosj (Форнош, Fornos 97,04% Hongaren). En er is 1 dorp met een Duitse meerderheid; Sjenborn (Шенборн, Schönborn).

## Geschiedenis

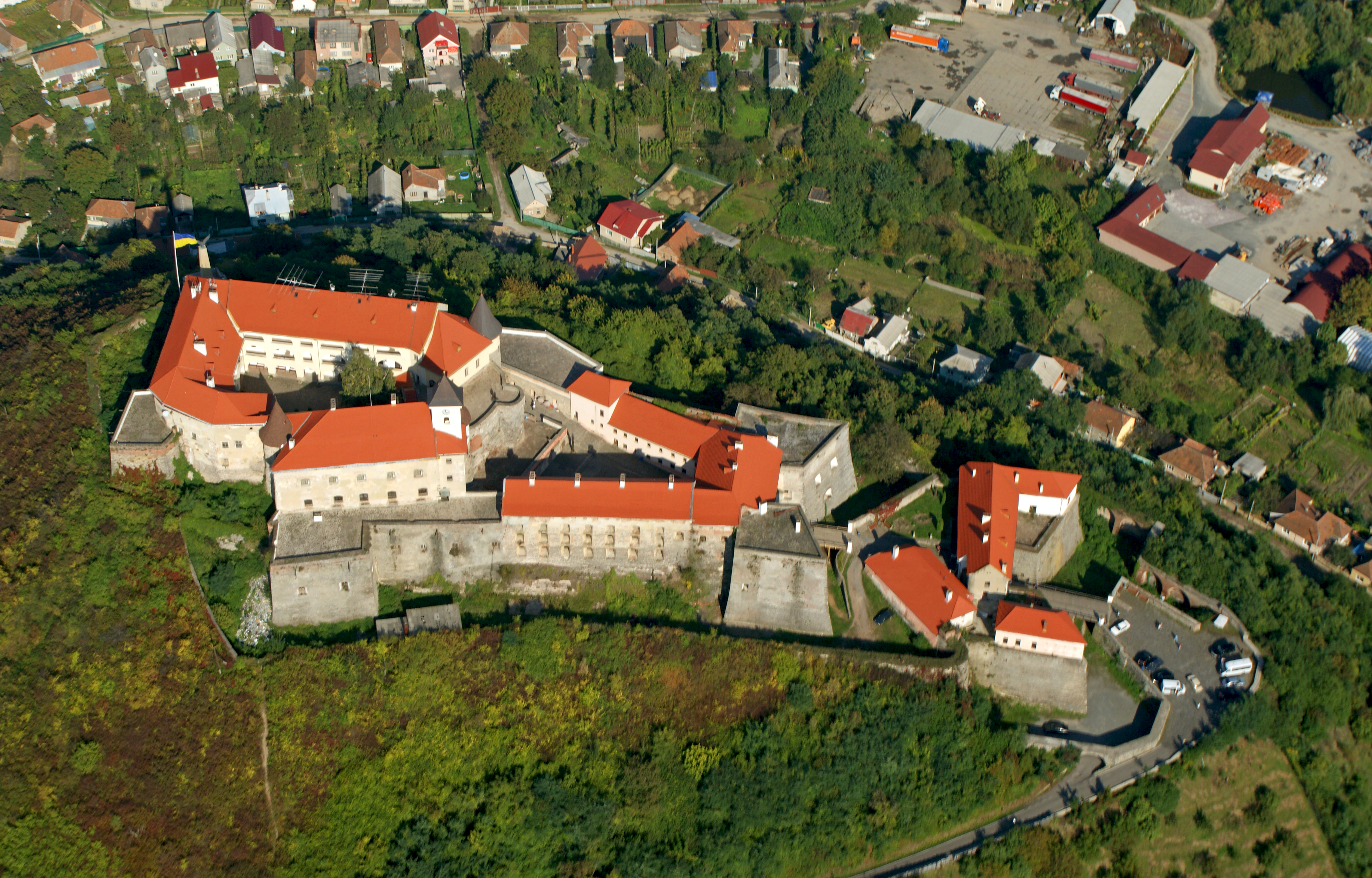
De burcht van Moekatsjevo

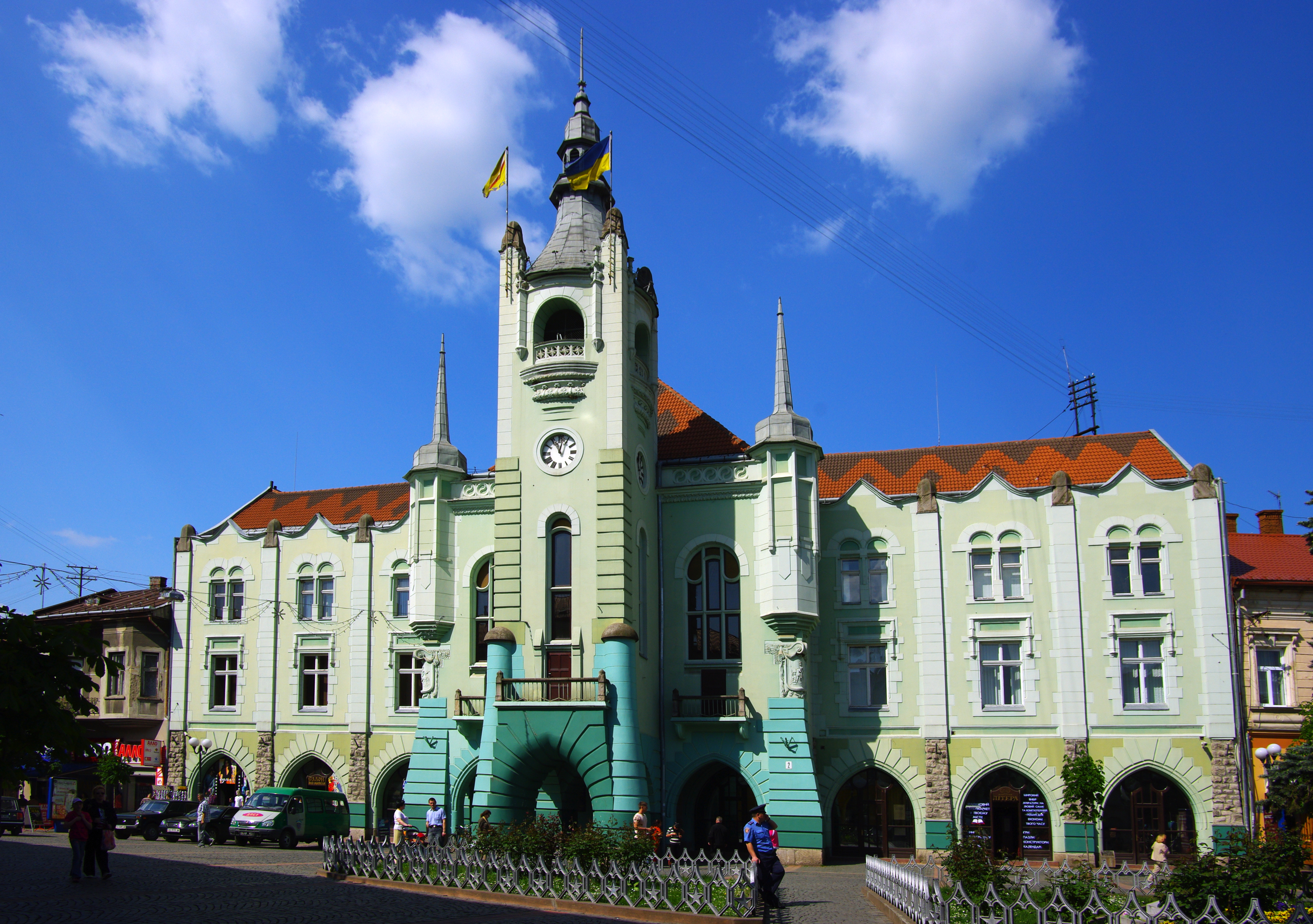
Het stadhuis van Moekatsjevo (architect János Bobula

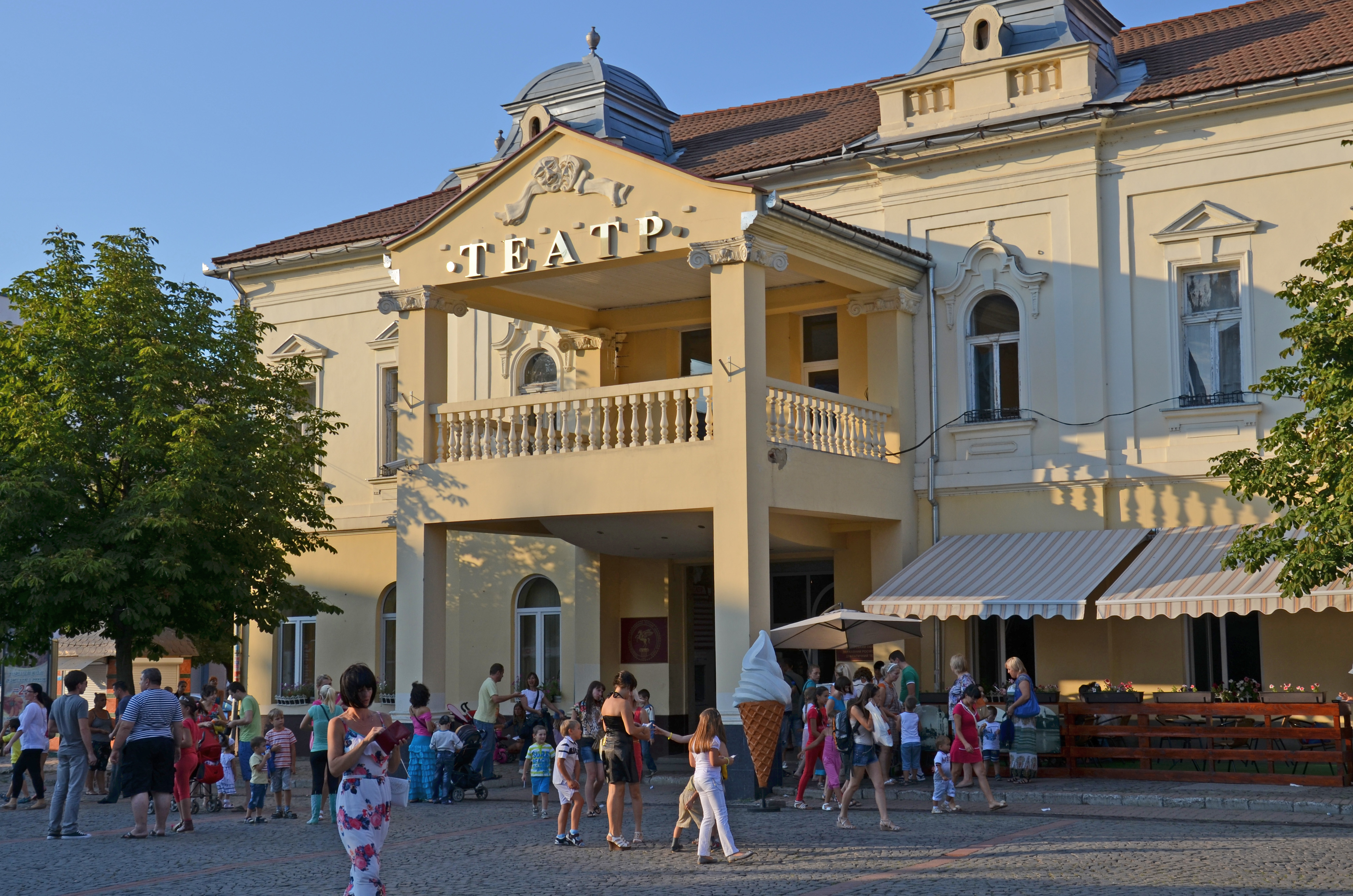
Stadstheater (architect Adolf Vojta

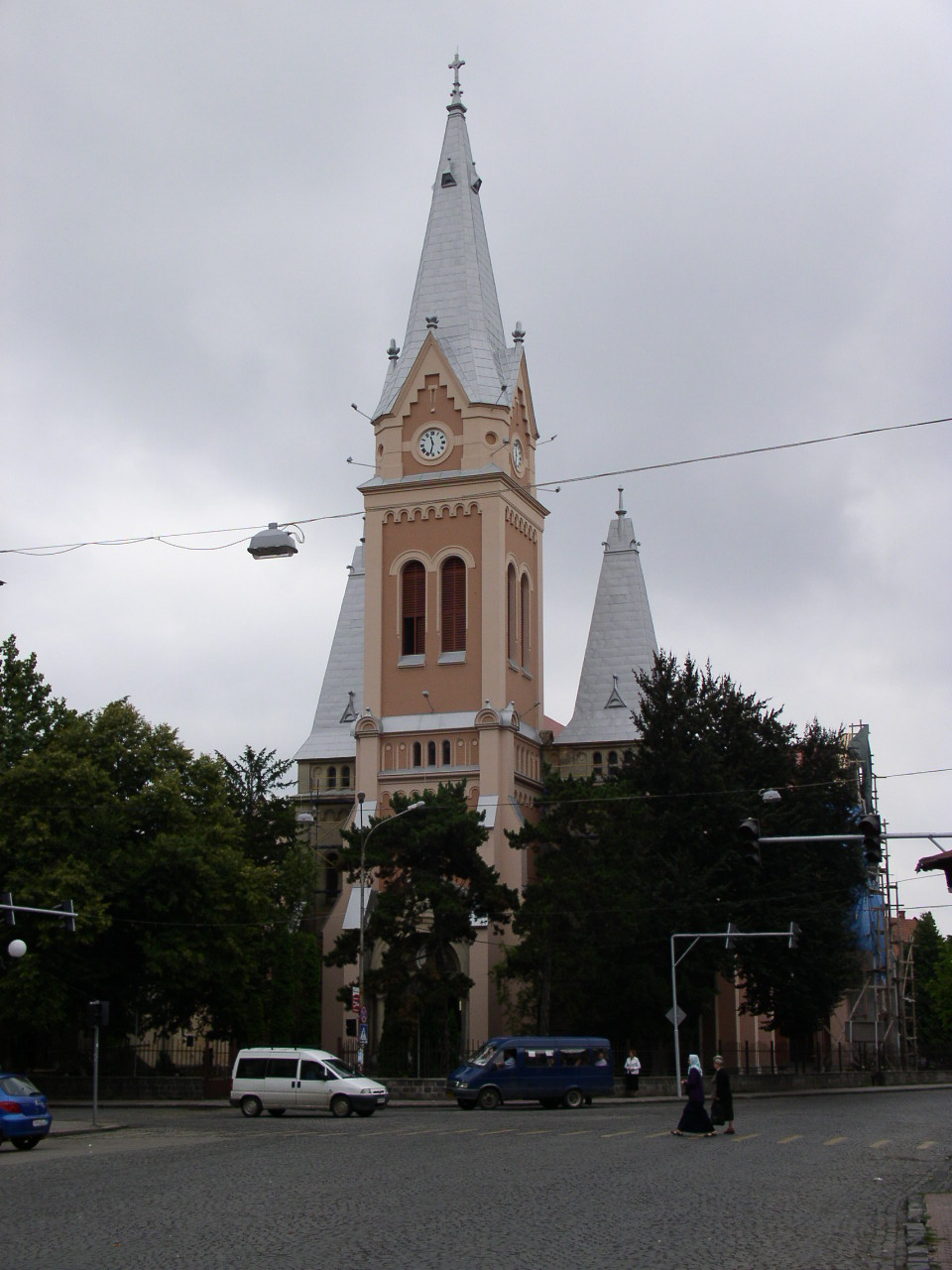
Rooms Katholieke Sint Maarten van Tours Katherdraal

De oudste geschiedenis van de regio is terug te vinden in de opgravingen van een Keltisch Oppidum uit de 3e tot de 1e eeuw voor Christus. In de 6e eeuw was de regio bewoond door Slavische bevolkingsgroepen. In het jaar 895 kwamen de Hongaren het Karpatenbekken binnen via de Veretske pas op ongeveer 60 kilometer ten noorden van de stad. In 1397 werd de stad en haar omgeving door Sigismund, keizer van het Heilige Roomse Rijk, geschonken aan zijn verre neef, de verbannen prins van het Groothertogdom Litouwen Fjodor Koriatovych, die de Roetheense regio Podolië van het Grootvorstendom Litouwen bestuurde, totdat hij werd in 1392 wegens ongehoorzaamheid verbannen door groothertog Vytautas de Grote. Theodor werd daarom een vazal van Hongarije en vestigde veel Roethenen in het gebied. Andere bronnen stellen echter dat Theodor de stad en het omliggende gebied in 1396 kocht. Tijdens de 15e eeuw bloeide de stad en werd ze een vooraanstaand ambachts- en handelscentrum voor de regio. In 1445 werd de stad een Hongaarse koninklijke vrije stad. 
In de 16e eeuw werd Munkács onderdeel van het Prinsdom Transsylvanië. De 17e eeuw (van 1604 tot 1711) was een tijd van voortdurende strijd tegen de expansionistische bedoelingen van het Habsburgse rijk voor het vorstendom. In 1678 begon de anti-Habsburgse opstand van Imre Thököly vanuit Munkács. De regio speelde ook een belangrijke rol in Rákóczi's Opstand.
Tot het einde van de Eerste Wereldoorlog hoorde Moekatsjevo tot het Koninkrijk Hongarije en had een Hongaarse bevolkingsmeerderheid. De stad was de hoofdstad van het comitaat Bereg. Tussen 1919 en 1938 maakte de stad deel uit van Tsjecho-Slowakije. Van 1938 tot 1945 was de stad weer Hongaars. Na de Tweede Wereldoorlog werd de stad evenals de rest van Transkarpatië door de Sovjet-Unie geannexeerd.
Moekatsjevo heeft sinds de 18e eeuw een grote Joodse bevolking gekend. In 1881 was 46% van de inwoners Joods. Veel van de Joodse inwoners waren Hongaarstalig en zorgden ervoor dat de lingua franca tot in de jaren veertig Hongaars en Jiddisch was. In 1941 werden op basis van taal 79% van de inwoners als Hongaar aangemerkt en 14% als Jood. In 1944 werd de complete Joodse bevolking afgevoerd naar de vernietigingskampen in Polen. Na de Tweede Wereldoorlog werd de gedeporteerde bevolking vervangen door veelal Oekraïense en Russische immigranten. Hiermee ging het Hongaarstalige karakter verloren.
Een van de belangrijkste bouwwerken in de stad is de burcht in het stadsdeel Palanok (Várpalánka). De burcht is gelegen op een vulkanische heuvel en steekt 68 meter uit boven het maaiveld. Wanneer de burcht is ontstaan is niet duidelijk, mogelijk was het al een versterkte plek toen de Hongaren het gebied in 895 binnenkwamen. 

## Bevolking
Tegenwoordig kent Moekatsjevo een Oekraïense bevolkingsmeerderheid. De Hongaarse minderheid in Oekraïne had in 2001 in de stad 6.900 inwoners (8%) van in totaal ruim 80.000 inwoners. Verder wonen er Russen en Roma.

In 1910 waren van de 17.275 inwoners 12 686 personen (73,44%) Hongaar, 3078 personen (17,82%) Duitser en 1394 personen(8,07%) Roetheen. De Hongaarse bevolkingsmeerderheid bestond in 1910 voor een derde deel uit Joden.
In 1921 was Moekatsjevo onderdeel van Tsjecho-Slowakije. In de volkstelling waren de joden met 40% de grootste groep, de Roethenen met 24% en de Hongaren met 23% de andere twee grote groepen. Er waren in dat jaar 20.865 inwoners.

In 1966 was het aantal Hongaren gedaald tot 18%, maar was de totale bevolking meer dan verdubbeld naar 50.500 inwoners.

### Hongaarse gemeenschap
De Hongaarse gemeenschap heeft de beschikking over een eigen Hongaarstalig lyceum op rooms-katholieke grondslag (Munkácsi Magyar Tannyelvű Líceum) en een middelbare school (Munkácsi II. Rákóczi Ferenc Középiskola). Verder is er een basisschool in de Hongaarse taal (Munkácsi 14. Sz. Általános Iskola). De stad is de bisschopszetel van de Rooms-Katholieke Kerk, de Sint-Martinus van Tours Kathedraal is een belangrijk gebouw voor de Hongaarse gemeenschap. Verder is er een Hongaars gereformeerde kerk in het centrum van de stad.  
Van 2008 tot 2015 was de etnische Hongaar Zoltán Lengyel burgemeester van Moekatsjevo.

## Geboren

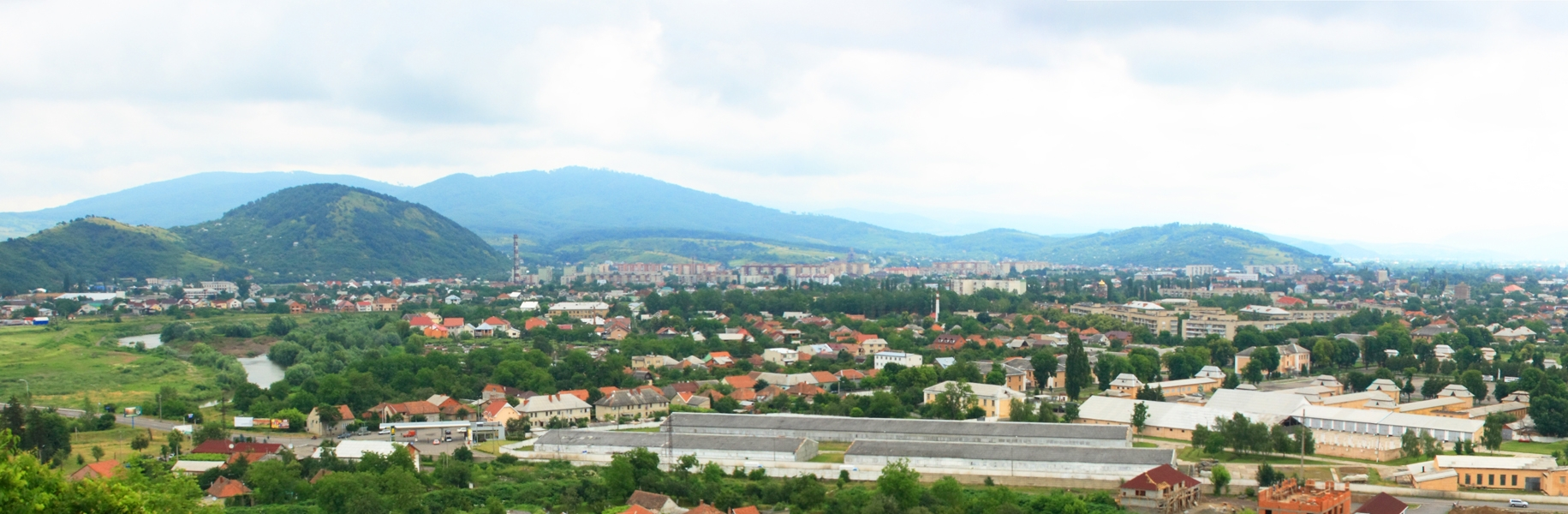
Panorama

- Mihály von Munkácsy (1844-1900), Hongaars schilder
- Jozjef Betsa (1929-2011), voetballer
- Kamilla Senjo (1974), Duitse tv-presentatrice, radio- en tv-journaliste